# لوسيوس جاكسون
لوسيوس جاكسون (بالإنجليزية: Lucious Jackson)‏ مواليد 31 أكتوبر 1941 في سان ماركوس، هو لاعب كرة سلة أمريكي سابق بدأ مسيرته الاحترافية في سنة 1964 وحمل الرقم 54. يبلغ طوله 6 قدم 9 بوصة (2.1 م). شارك في مسابقة كرة السلة في الألعاب الأولمبية الصيفية. اعتزل اللعب في 1972.

## فرق لعب لها
- فيلادلفيا سفنتي سيكسرز

## الميداليات
| الميدالية | المسابقة                       |
| --------- | ------------------------------ |
| ذهبية     | الألعاب الأولمبية الصيفية 1964 |

## روابط خارجية
- لوسيوس جاكسون على موقع الاتحاد الدولي لكرة السلة (الإنجليزية)
- لوسيوس جاكسون على موقع الاتحاد الدولي لكرة السلة (الإنجليزية)
- لوسيوس جاكسون على موقع إن بي أي (الإنجليزية)
- لوسيوس جاكسون على موقع سبورتس رفرنس (الإنجليزية)
- لوسيوس جاكسون على موقع ريلجم (الإنجليزية)
- لوسيوس جاكسون على موقع بروبوليرز (الإنجليزية)
- لوسيوس جاكسون على موقع سبورتس رفرنس (الإنجليزية)
- لوسيوس جاكسون على موقع أوليمبيديا (الإنجليزية)